# Geranium nakaoanum
Geranium nakaoanum är en näveväxtart som beskrevs av Hiroshi Hara. Geranium nakaoanum ingår i släktet nävor, och familjen näveväxter. Inga underarter finns listade i Catalogue of Life.